# Slavistik-Portal

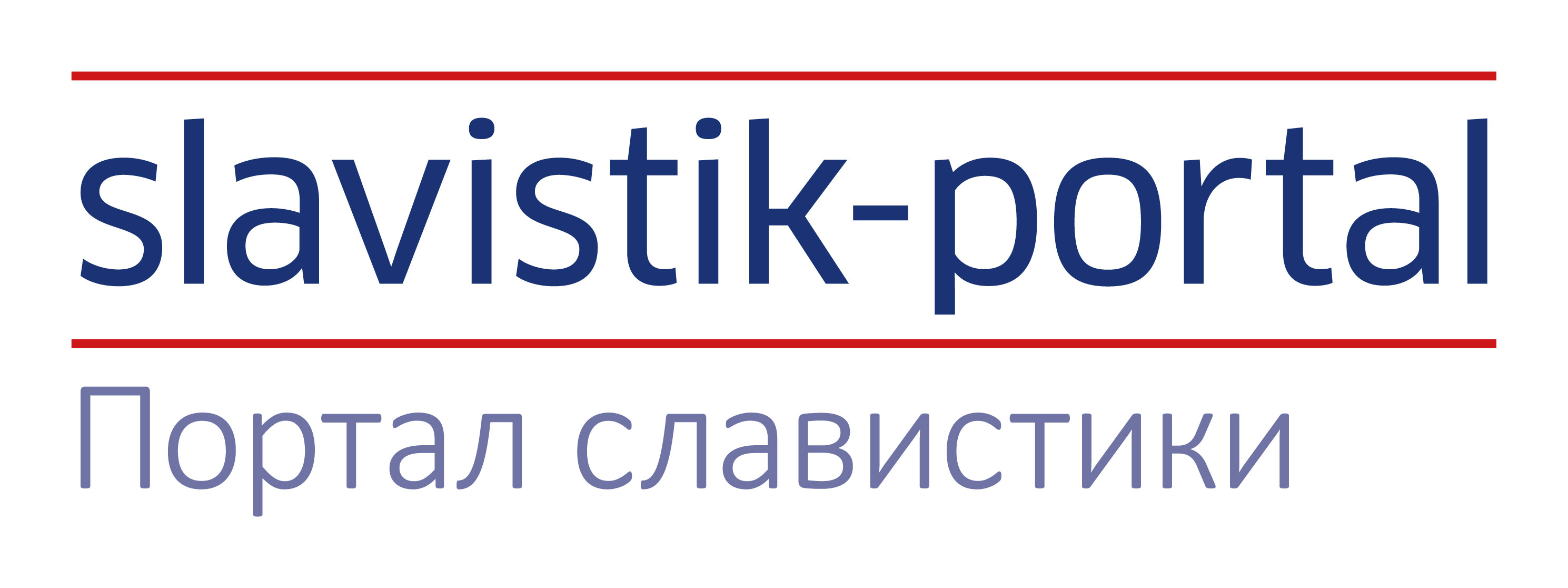
Slavistik-Portal Logo

Das Slavistik-Portal ist eine Forschungsplattform, die als zentrale Anlaufstelle für Literatur- und Fachrecherchen zur Slawistik komfortablen Zugriff auf eine Vielzahl von Datenquellen und ergänzende Dienste bietet. Das Portal ist aus der Virtuellen Fachbibliothek (ViFa) Slavistik (2005–2015) hervorgegangen, das seit 2005 mit Förderung der Deutschen Forschungsgemeinschaft (DFG) auf- und ausgebaut wurde.
Neben der parallelen Suche in über 70 fachrelevanten Datenquellen bietet das Portal Zugriff auf Volltexte, lizenzierte Datenbanken, Neuerwerbungsdienste, die Möglichkeit Digitalisierungsaufträge auf urheberrechtsfreie Literatur aufzugeben und Fachliteratur zur Anschaffung vorzuschlagen. Weitere Services sind in der Entwicklung.

## Aufbau
Das Portal besteht aus mehreren Modulen.

### Parallele Suche / Metasuche

Parallele Suche mit Pazpar2/SOLR im Slavistik-Portal

Suche ist gleichzeitig die Startseite des Portals und bietet mit dem Suchschlitz direkten Zugang zur Metasuche über die vielfältigen Datenquellen des Portals. Als Software kommt auf dem Slavistik-Portal seit 2013 das Open-Source-System Pazpar2 zum Einsatz, das in der Lage ist, die lokalen bibliographischen Daten, die in Form von SOLR-Indizes vor Ort in Berlin vorgehalten werden, aber auch die entfernten Fachquellen über diverse XML- oder Z39.50-Schnittstellen, in Sekundenschnelle zu durchsuchen. Die lokalen SOLR-Indizes sind mit speziellen Analyzern (mit Funktionen wie automatische Transliteration des Kyrillischen o.a.) ausgestattet, so dass die Suche darüber sich für die Nutzenden besonders effektiv gestaltet. Eine Übersicht über die indizierten Quellen, die sowohl bibliographische Daten als auch Digitalisate und Volltexte – sortierbar nach Quelle, Dokumententyp und letztes Update – enthalten, kann unter der Aktuelles > Übersicht über die Datenquellen eingesehen werden. Die Anzahl der durchsuchbaren Daten liegt momentan bei über 6. Mio. Datensätze.

### Neuerwerbungen
Das Modul Neuerwerbungen bietet getrennt für Monographien und Aufsätze jeweils einen Neuerwerbungsdienst (NED) an. Über eine Direktabfrage im Katalog listet der NED Slavistik die monographischen Neuerwerbungen der Staatsbibliothek zu Berlin auf. Die Abfrage kann nach Sprachgruppen oder Einzelsprachen, nach Sprach-, Literaturwissenschaft oder Belletristik eingegrenzt und auf Titel mit Inhaltsverzeichnis beschränkt werden. Zeitlich können alle oder einzelne Monate der Jahre 2004 bis 2022 ausgewählt werden. Die sprachliche und thematische Suche erfolgt mit Hilfe der im Katalog vergebenen Sacherschließungselemente bzw. Sprachcodes. Das Modul NED OLC Slavistik bietet einen Überblick über Artikel, die in den ca. 500 wichtigsten slavistischen Zeitschriften erscheinen. Die sprachliche und regionale Kategorisierung der bibliographischen Daten erfolgt automatisch nach Methoden der Computerlinguistik, eine Auswahl von Artikeln in westeuropäischen Sprachen bzw. mit einem Paralleltitel in westeuropäischer Sprache ist möglich. Zeitlich können hier alle oder einzelne Monate der Jahre 2014 bis aktuelles Jahr ausgewählt werden.

### Zeitschriften
Das Modul Zeitschriften enthält Nachweise periodischer Veröffentlichungen zur Slawistik. Der Fachausschnitt EZB Slavistik weist die in der Elektronischen Zeitschriftenbibliothek (EZB) enthaltenen online verfügbaren Fachzeitschriften mit Angabe der Zugangsmodalitäten nach dem Ampelprinzip nach. Der Fachausschnitt ZDB Slavistik fasst die gedruckten und in der Zeitschriftendatenbank (ZDB) nachgewiesenen slawistischen Fachzeitschriften in einem Ausschnitt zusammen. Die Zeitschriftentitel sind alphabetisch aufgelistet, können einzeln angesteuert werden und bieten detaillierte Informationen zum Erscheinungsverlauf sowie Bestandsnachweise. Die Zeitschriftenliste OLC Slavistik (alphabetisch) weist die im Fachausschnitt der Online Contents (OLC) Datenbank ausgewerteten Periodika nach. Über den Link der Zeitschriftentitel werden die zur Zeitschrift erfassten Aufsätze angezeigt. Vom Aufsatztitel aus ist der direkte Zugang zu OLC möglich. Die OLC-Datenbank zeigt Besitznachweise auf Aufsatzebene an.

### Datenbanken
Das Modul Datenbanken bietet den Zugriff auf fachrelevante Datenbanken. DBIS Slavistik ist ein Ausschnitt aus dem Datenbank-Infosystem (DBIS) zum Fach. Die alphabetische Liste enthält die Zugangsmodalitäten und verlinkt auf die Beschreibung der einzelnen Datenbanken jeweils mit Angabe der Bibliotheken, die einen Zugang anbieten. Der Fachinformationsführer Slavistik-Guide verzeichnet wissenschaftlich relevante Internetquellen zur Slawistik. Alle Internetquellen werden nach bibliographischen und bibliothekarischen Standards (Dublin Core Metadatenschema, DDC – Dewey-Dezimalklassifikation, BK – Basisklassifikation, Schlagworte) erschlossen. Im Menüpunkt Bibliographien werden Spezialbibliographien zur Slawistik, zu einzelnen Sprachen und zur Region vorgestellt, die an der Staatsbibliothek erarbeitet oder aus gedruckter Vorlage in Datenbanken konvertiert und online verfügbar gemacht wurden. Die Datenbanken sind in die Metasuche eingebunden und können hier zusätzlich separat angesteuert werden. Momentan sind folgende Bibliographien konvertiert und durchsuchbar:
- BibSlaArb – Bibliographie slavistischer Arbeiten aus deutschsprachigen Fachzeitschriften 1876–1983 (konvertierte Printausgabe)
- MatSlavBib – Materialien zu einer slavistischen Bibliographie 1945–1983 (konvertierte Printausgabe)
- BibSlawPub – Bibliographie slawistischer Publikationen aus der Deutschen Demokratischen Republik 1946–1986 (konvertierte Printausgabe)
- BibSlavKon – Bibliographie der internationalen Slavistenkongresse (konvertierte Printausgabe)
- Olbislav – Online-Bibliothek der deutschsprachigen Slavistik 1993–2006 (konvertierte Onlineausgabe)
- KempgenDB – Slavistische Arbeitsbibliographie von Prof. Sebastian Kempgen (konvertierte Onlineausgabe)
- OLCSla – Online Contents Slavistik (konvertierte OLC-Datenbank, durchsuchbar in lateinischer und kyrillischer Schrift)
- BibMatSlaw – Bibliographische Materialien zur Slawistik (konvertiert aus Print und Online, Data mining-Verfahren)
- SorBib – Sorbische Bibliographie 1945–2016 (konvertierte Onlineausgabe)
- BibCzechLing – Bibliographie der tschechischen Linguistik (konvertierte Onlineausgabe, in Kooperation mit tschechischer Slawistik)
- RussGus – Regionalwissenschaftliche Datenbank für Russland, UdSSR und Nachfolgestaaten 1974–2003 (konvertierte Onlineausgabe)
- EBSEES – Europäische Bibliographie zur Osteuropaforschung (konvertierte Onlineausgabe)

## Weitere Services
Neben den genannten Modulen bietet das Portal weitere Services für den Fachinformationsdienst (FID) Slawistik an.

### Zugang zu lizenzpflichtigen Datenbanken
In die Metasuche des Slavistik-Portals sind neben frei zugänglichen Quellen auch lizenzpflichtige Datenbanken eingebunden. Die meisten sind im Rahmen einer FID-Lizenz über das Portal verfügbar, für die Nutzung der Datenbank Universitetskaja Biblioteka ONLINE (UBO) ist allerdings eine separate Anmeldung erforderlich. Der Zugang ist über eine der Institutionen möglich, die an der Lizenz beteiligt sind, kann aber auch von Einzelnutzer beantragt werden. Der Link für die Erstanmeldung und eine Übersicht aller an der Lizenz beteiligten Institutionen sind auf der Seite UBO (Zugang) abgelegt.

### DoD Slawistik
Hinter DoD Slawistik verbirgt sich ein Digitalisierung-on-Demand-Service für gemeinfreie Literatur mit Bezug zur Slawistik. Fachlich relevante Werke werden kostenlos digitalisiert, in den Digitalisierten Sammlungen der Staatsbibliothek zu Berlin bereitgestellt und sind über das Portal recherchierbar.

### MultiSlavDict
Seit Frühjahr 2021 steht das multilinguale Wörterbuch der slawischen Sprachen MultiSlavDict in einer Beta-Version auf dem Portal zur Verfügung. Drei gemeinfreie digitalisierte Wörterbücher bilden den Grundstock der Datenbank mit über 90.000 Einträgen in 10 Sprachen. Die komfortablen Suchfeatures der Metasuche kommen auch hier zum Einsatz, Ergebnisse können auf ein bestimmtes Wörterbuch oder auf einzelne Buchstaben eingegrenzt werden. Die einzelnen Nachweise erlauben den seitengenauen Zugriff auf die Digitalisate und für den Export gibt es die Zitierfunktion mit Angabe der URL.

### SP Lab
Einen Blick in die Programmierwerkstatt des Slavistik-Portals bietet das SP Lab(oratory). Hier gibt es Widgets für einige der Datenbanken und Tools z. B. für Spracherkennung und Transliteration zu entdecken, die nicht nur für die Bereitstellung der FID-Services überaus nützlich sind, sondern auch für den Einsatz durch IT-affine Fachnutzer im heimischen Labor zur Verfügung stehen.

### In Planung
Im Aufbau befinden sich ein Textcorpus des Kirchenslawischen, gewonnen auf der Grundlage der Kirchenslavica digital durch Transkribus (mit ca. 90000 Seiten), und die Übersetzungsdatenbank DE-SLAW, welche die bibliographischen Daten zu Übersetzungen aus slawischen Sprachen ins Deutsche in einer zentralen Datenbank kumuliert.

## Fachrepositorium SlavDok
Das Fachrepositorium SlavDok – Ende 2022 freigeschaltet – ist als zentraler Speicherort für Open-Access-Publikationen geplant und bietet kostenlosen Zugriff auf Erst- und Zweitveröffentlichungen der slawistischen Forschung. Alle Publikationen können direkt über die Suchoberfläche des Repositoriums oder über das Slavistik-Portal (ebenfalls in Volltext) recherchiert werden. Der Dokumentenserver ist DINI-ready und OpenAIRE-konform, erlaubt das Registrieren von DOIs und URNs, verfügt über verschiedene Schnittstellen (OAI-PMH-2.0, REST, SOLR-API, unAPI, SWORD, Shibboleth und LDAP) und garantiert die Langzeitverfügbarkeit aller Dokumente.

## Förderung und Kooperationspartner
Die Slavistik-Portal wird von der Deutschen Forschungsgemeinschaft (DFG) im Rahmen des Fachinformationsdienstes Slawistik gefördert. Das Projekt ist an der Staatsbibliothek zu Berlin – Preußischer Kulturbesitz angesiedelt und unterhält eine enge Kooperationspartnerschaft mit anderen Fachinformationsdiensten, vor allem mit dem Fachinformationsdienst Ost-, Ostmittel- und Südosteuropa (Forschungsportal Osmikon).